# Kunovice (okres Vsetín)
Obec Kunovice se nachází v okrese Vsetín ve Zlínském kraji. Katastrální území obce leží v Hostýnských vrších (resp. Hostýnsko-vsetínské hornatině) a v Podbeskydské pahorkatině, na pomezí Valašska a Záhoří, přibližně 12 km jihozápadně od Valašského Meziříčí. Žije zde 660 obyvatel.

## Historie
První písemné zprávy o vzniku pocházejí již z roku 1131. Nejstarším dokladem je kamenný provrtaný mlat, který nalezl v červenci 1931 v Kunovicích v trati Niva rolník Rada z Kunovic a je uložen v muzeu ve Valašském Meziříčí.
V letech 2006–2009 působil jako starosta Vladimír Gába, od roku 2009 tuto funkci zastává Ing. Josef Haša.

## Pamětihodnosti
- Hřbitov, socha Panny Marie
- Kaple
- Naučná stezka profesora Rudolfa Haši
- Pomník obětem druhé světové války
- Pomník obětem první světové války
- Rozhledna Na vodojemu Kunovice[5]
- Rozhledna Kunovická hůrka – nachází se u vrcholu kopce Kunovická hůrka.

## Fotogalerie

Kunovice
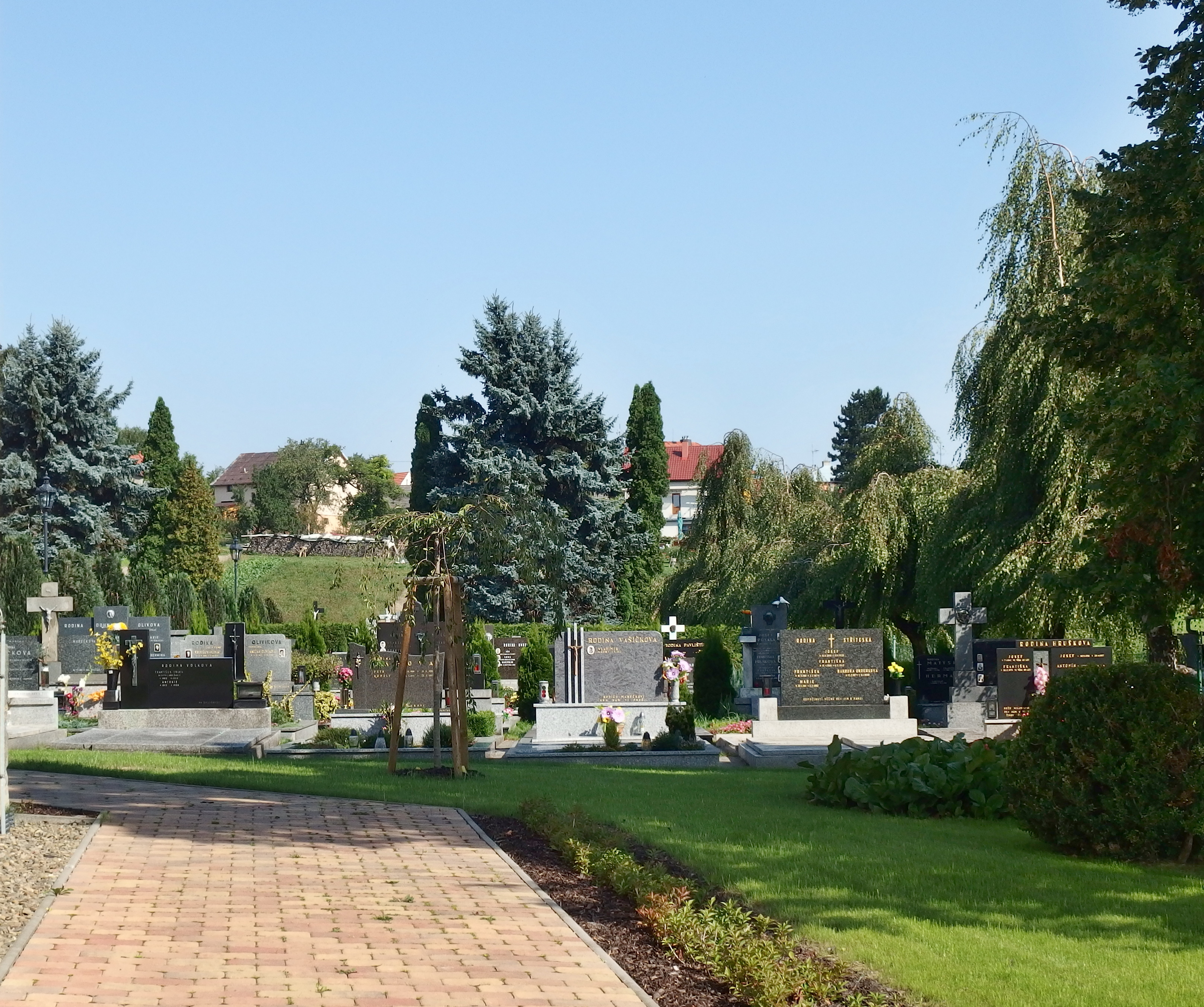
Hřbitov
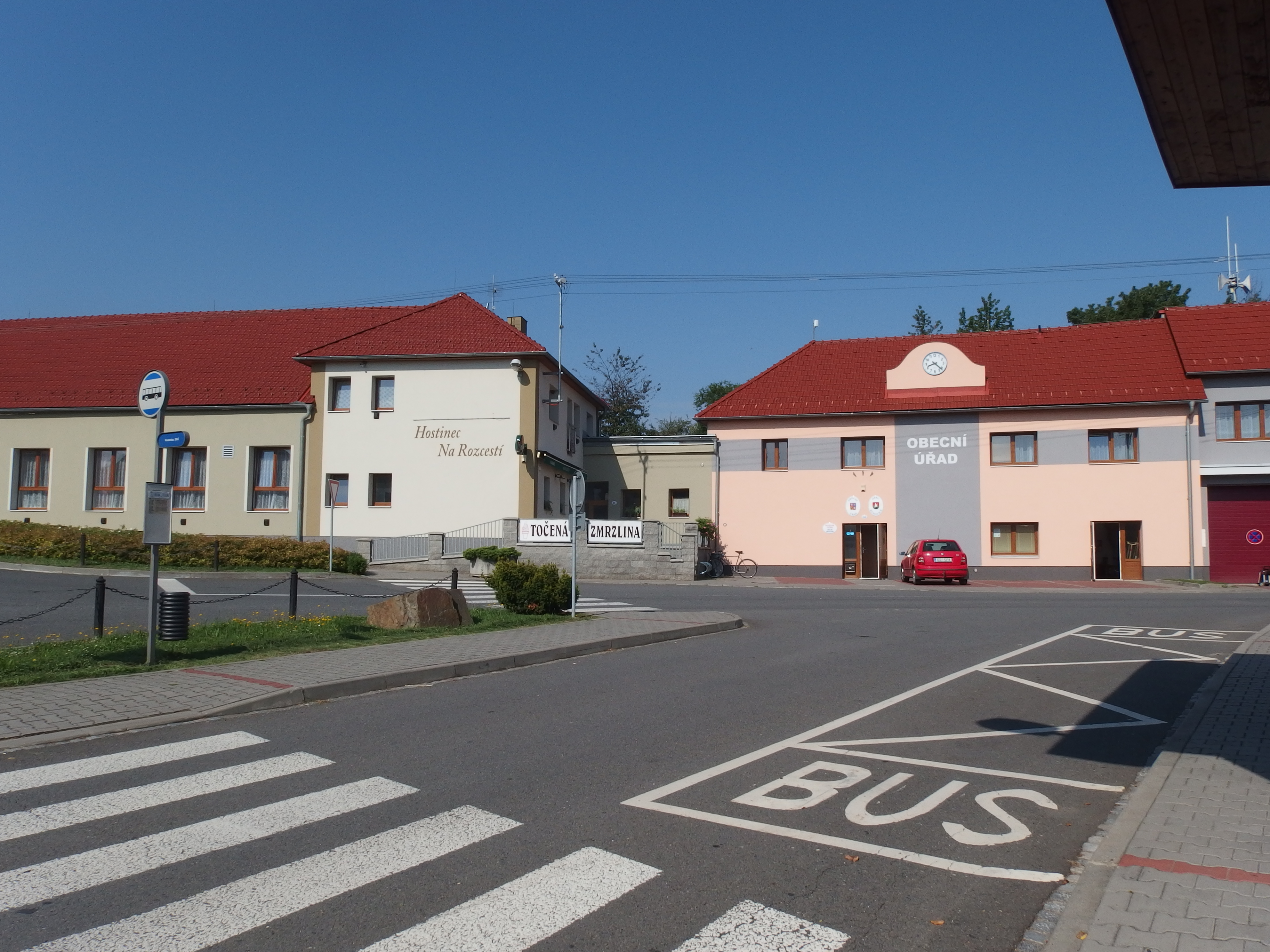
Obecní úřad
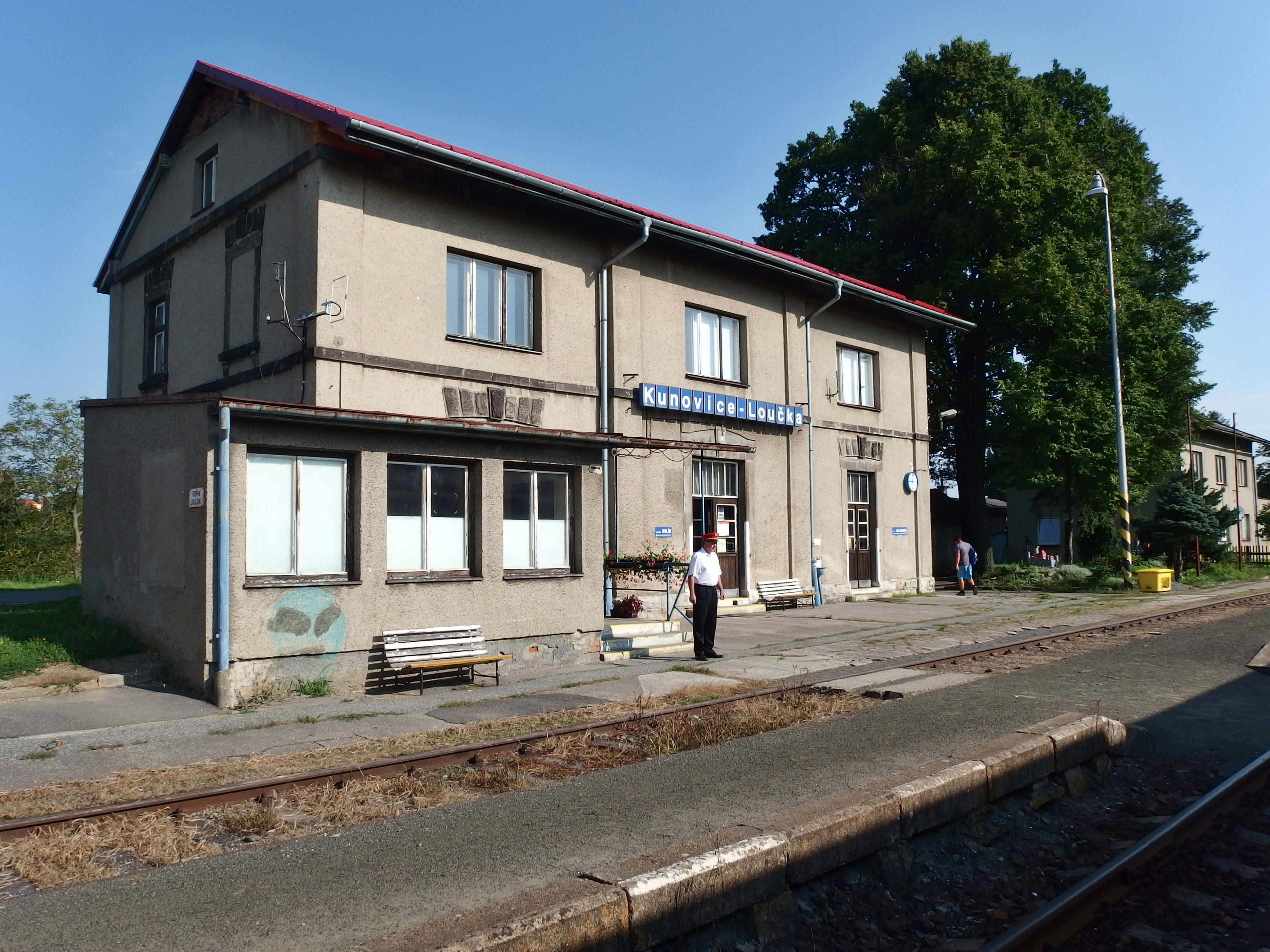
Nádraží
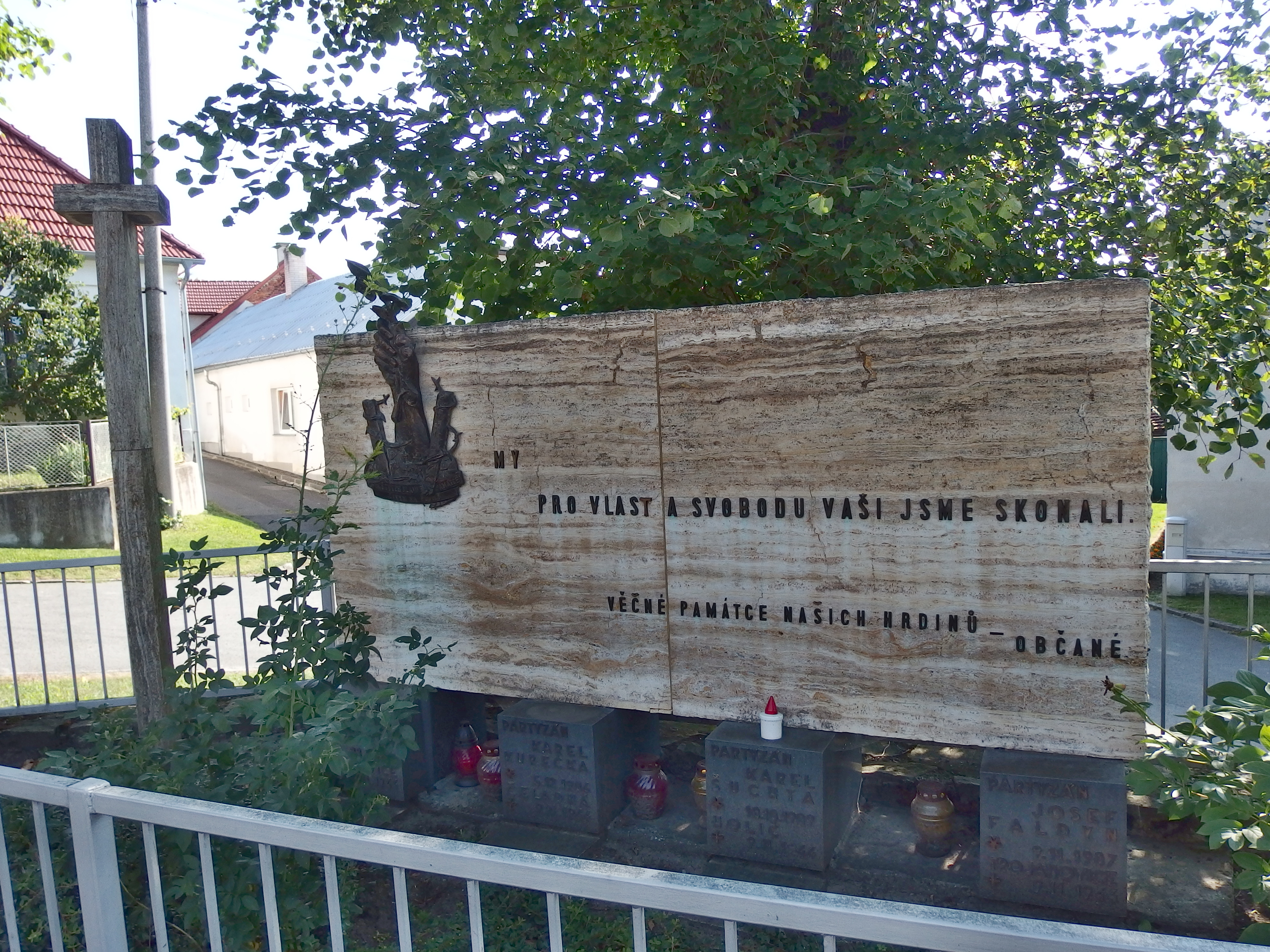
Pomník partyzánům
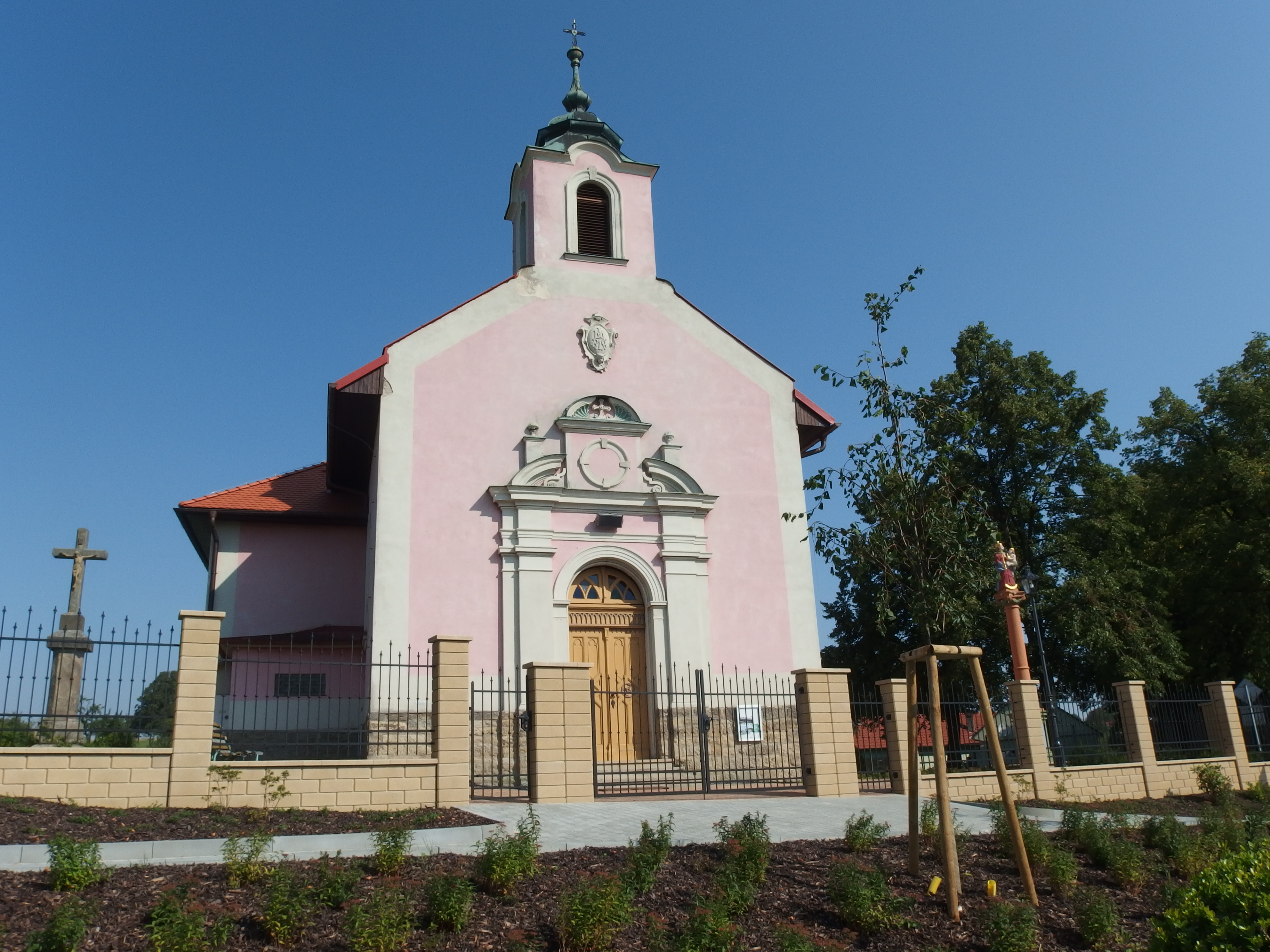
Kaple
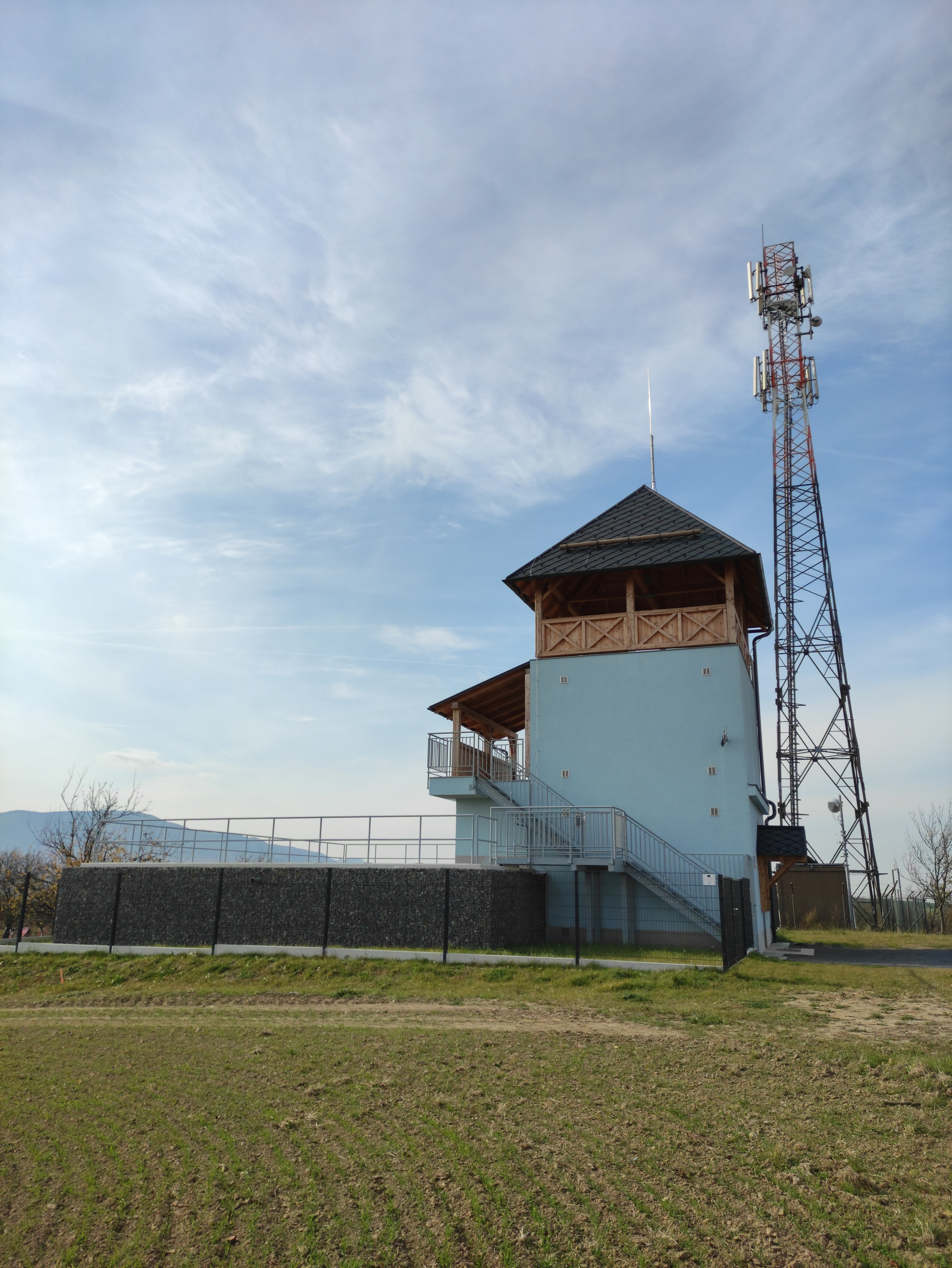
Rozhledna Na vodojemu Kunovice
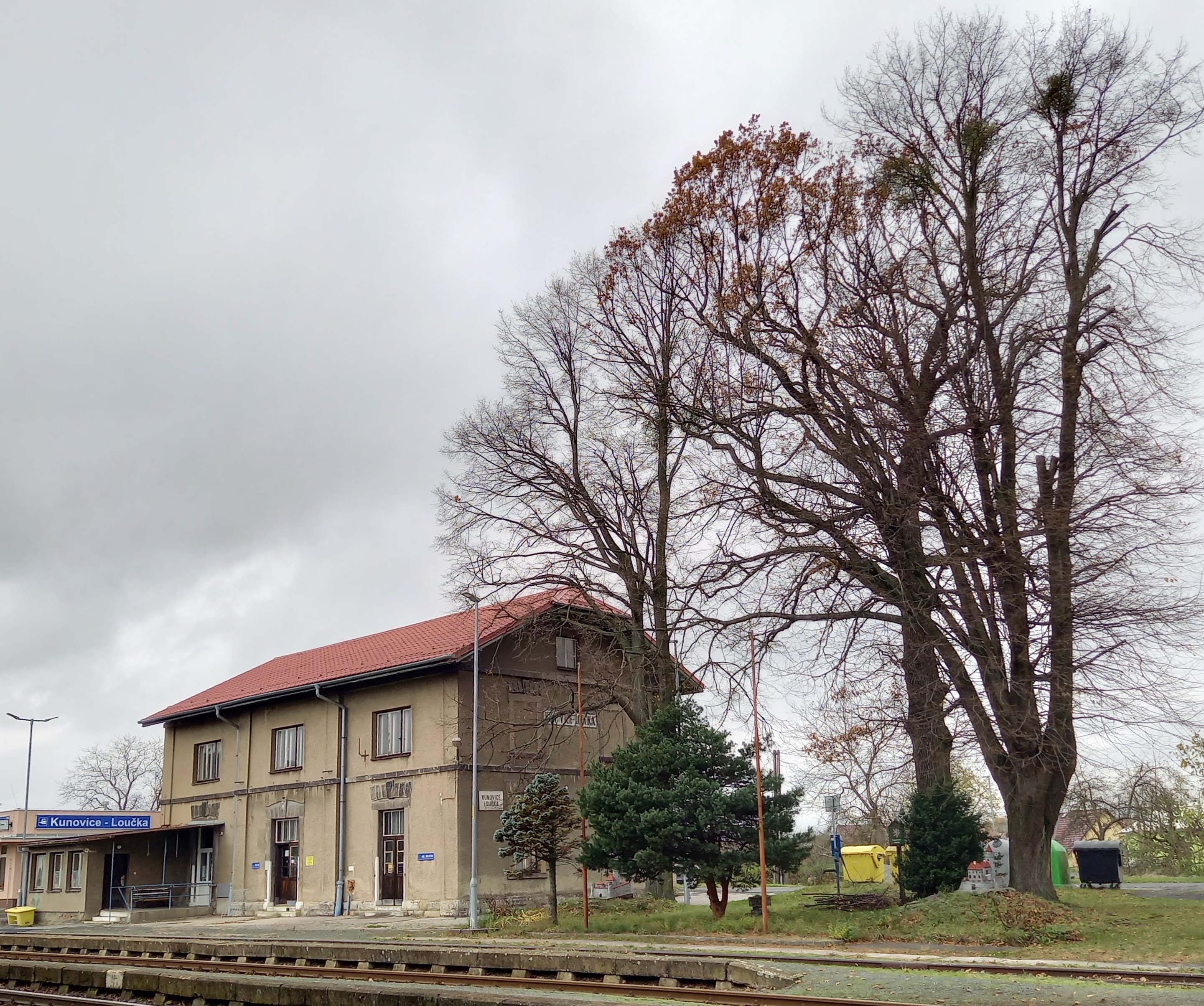
Památný stromu nádraží